# Camellia crassiphylla
Camellia crassiphylla là một loài thực vật có hoa trong họ Theaceae. Loài này được Ninh & Hakoda mô tả khoa học đầu tiên năm 1998.